# Horacio del Carmen Valenzuela Abarca
Horacio del Carmen Valenzuela Abarca (* 5. April 1954 in Santiago de Chile) ist ein chilenischer Geistlicher und emeritierter römisch-katholischer Bischof von Talca.

## Leben
Horacio del Carmen Valenzuela Abarca empfing am 17. August 1985 die Priesterweihe für das Erzbistum Santiago de Chile. Als Seelsorger war er innerhalb der Metropole Santiago zuerst als Kaplan in Talagante tätig, wurde anschließend Pfarrer im benachbarten Mallarauco und leitete später eine Pfarrei im Santiagoer Stadtteil Ñuñoa.
Papst Johannes Paul II. ernannte ihn am 11. März 1995 zum Titularbischof von Gummi in Proconsulari und Weihbischof in Santiago de Chile. Der Erzbischof von Santiago de Chile, Carlos Kardinal Oviedo OdeM, spendete ihm am 7. Mai desselben Jahres die Bischofsweihe; Mitkonsekratoren waren Juan Francisco Kardinal Fresno, Alterzbischof von Santiago de Chile, und Sergio Valech Aldunate, Weihbischof in Santiago de Chile.
Johannes Paul II. ernannte ihn am 12. Dezember 1996 zum Bischof von Talca, wo er bis zu seiner Entlassung 2018 amtierte. Er war gleichzeitig von Amts wegen Großkanzler der Universidad Católica del Maule (UCM) mit Sitz in Talca und Curicó.
Valenzuela gehörte seit seiner Schulzeit zum Kreis um den 2011 wegen psychologischen und sexuellen Missbrauchs verurteilten, einflussreichen Priester Fernando Karadima, der mehrere seiner Schüler und Vertrauten in Bischöfsämter brachte. Zusammen mit Juan Barros, dem 2015 ernannten Bischof von Osorno, und anderen Mitgliedern dieses Kreises wurde ihm von Opfern Karadimas vorgeworfen, von dessen Taten gewusst zu haben.
Im Frühjahr 2011, als das vatikanische Berufungsverfahren Karadimas noch nicht abgeschlossen war, wurde im Bistum Talca der Fall des sexuellen Missbrauchs eines Schülers durch einen Claretinerpater in Curicó bekannt. Als daraufhin Vorwürfe laut wurden, Bischof Valenzuela habe wie im Fall Karadima zu den Vorfällen geschwiegen, entschloss sich Valenzuela zu einer Presseerklärung, in der er den Missbrauch scharf verurteilte. Danach äußerte er sich zum Verhalten seines eigenen geistlichen Führers distanzierter als vorher. Zuletzt erklärte er, es sei sein „Irrtum gewesen, nicht bemerkt zu haben, dass schlechte Dinge vor sich gingen“. Rücktrittsforderungen lehnte er noch im April 2018 ab, als Papst Franziskus seine ursprünglich defensive Haltung gegenüber den Beschuldigungen aufgab und den chilenischen Episkopat zu einer Versammlung nach Rom bestellte, wo Valenzuela zu den 34 chilenischen Bischöfen gehörte, die dem Papst im Mai 2018 geschlossen ihren Rücktritt anboten.
Am 28. Juni 2018 nahm Papst Franziskus den vorzeitigen Rücktritt von Bischof Horacio Valenzuela an.
Wenige Wochen später wurde ihm in einer Dokumentation des chilenischen Fernsehsenders Canal 13 von ausgetretenen Mitgliedern einer Ordensgemeinschaft vorgeworfen, von den Missständen in der dem Bischof von Talca unterstehenden Gemeinschaft der Schwestern vom Guten Samariter, einer Krankenpflegekongregation diözesanen Rechts mit Sitz in Molina im Bistum Talca, viele Jahre gewusst, aber nichts dagegen unternommen zu haben. Einer Stellungnahme zu den Vorwürfen entzog er sich. Es ging um massive physische und psychologische Ausbeutung der Ordensfrauen und den sexuellen Missbrauch durch Priester und Mitschwestern. Zudem habe es in dieser Gemeinschaft auch finanzielle Unregelmäßigkeiten und Verflechtungen mit dem Karadima-Kreis gegeben. Auch die Apostolische Nuntiatur in Providencia unter Nuntius Ivo Scapolo, der der Gemeinschaft besonders verbunden ist, wurde durch die Vorwürfe von Ex-Mitgliedern diskreditiert. Auf Bitten von Horacio Valenzuelas Nachfolger, des Weihbischofs in Santiago de Chile und Apostolischen Administrators von Talca Galo Fernández Villaseca, entsandte die Kongregation für die Ordensleute eine Ordensfrau und einen Ordenspriester als Apostolische Visitatoren in die Niederlassung der Gemeinschaft nach Molina, wo sie die Vorfälle und Verhältnisse in dem Orden ab Januar 2019 drei Monate lang untersuchen sollten.